# Obrocznaja (rejon charowski)
Obrocznaja (ros. Оброчная) – wieś w Rosji, w rejonie charowskim obwodu wołogodzkiego. W 2010 r. liczyła 1 mieszkańca.